# Vindobala

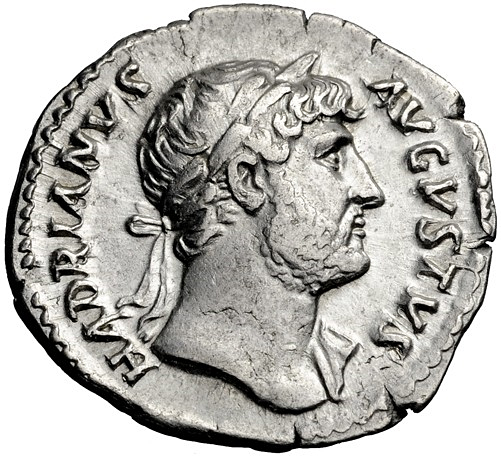
Münzporträt des Hadrian

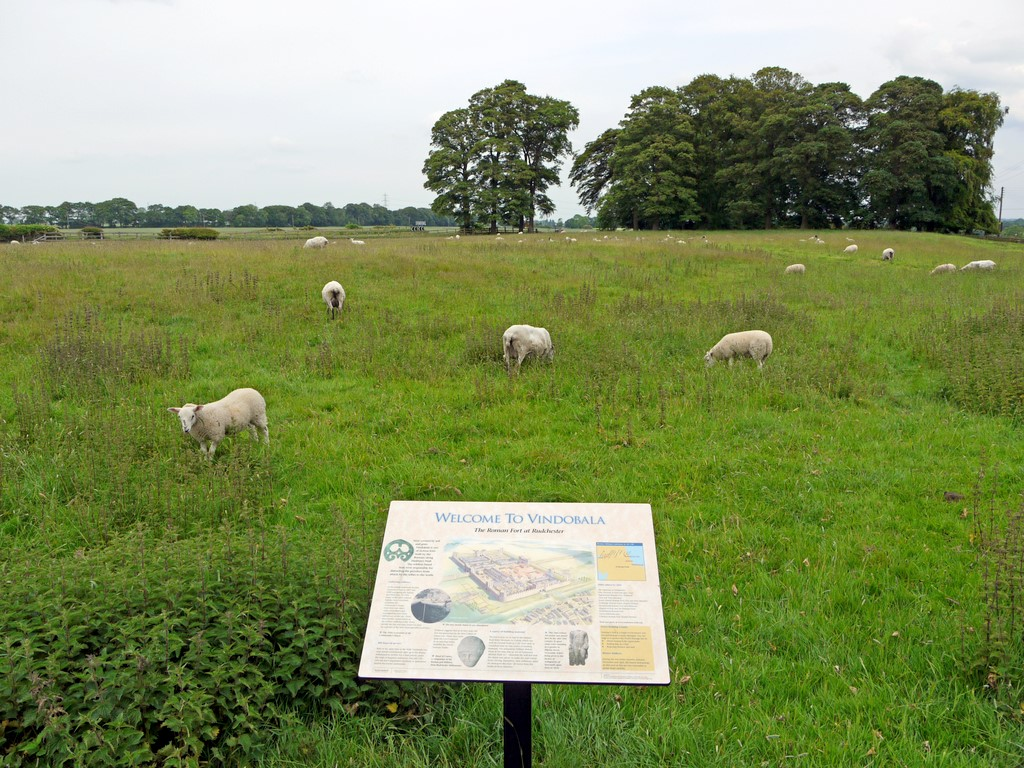
Kastellareal mit Schautafel

Rekonstruktionsversuch des Kastells

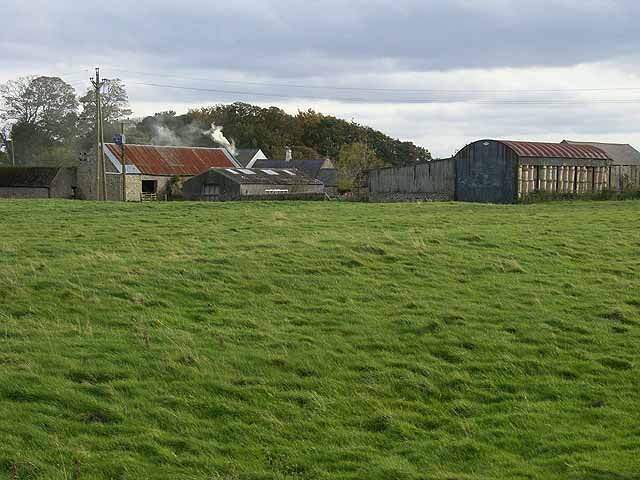
Rudchester Farm

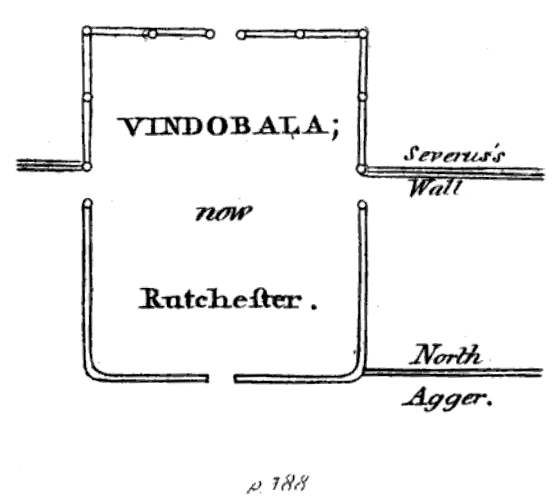
Plan des Kastells von William Hutton, 1802

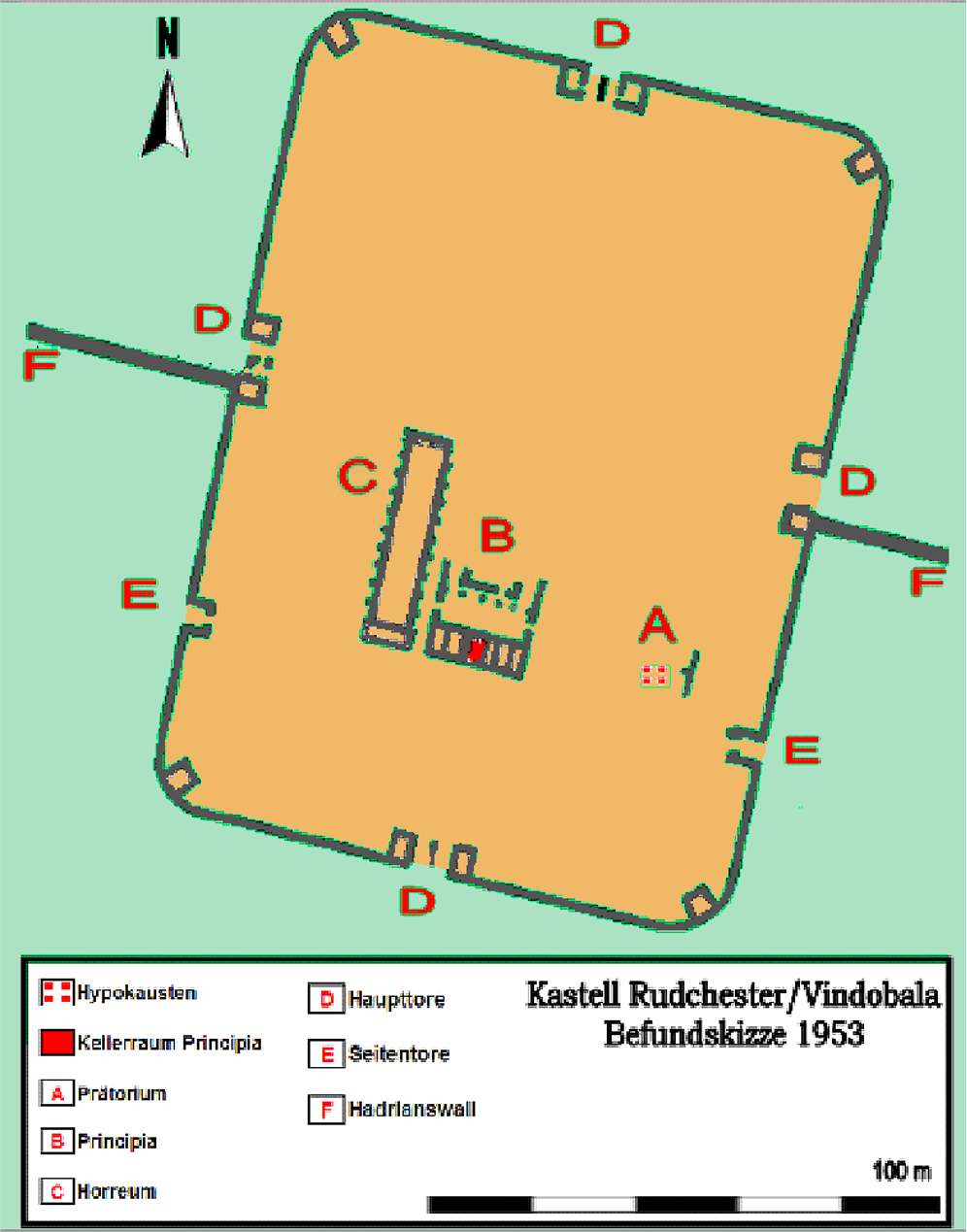
Befundskizze, Stand 1953

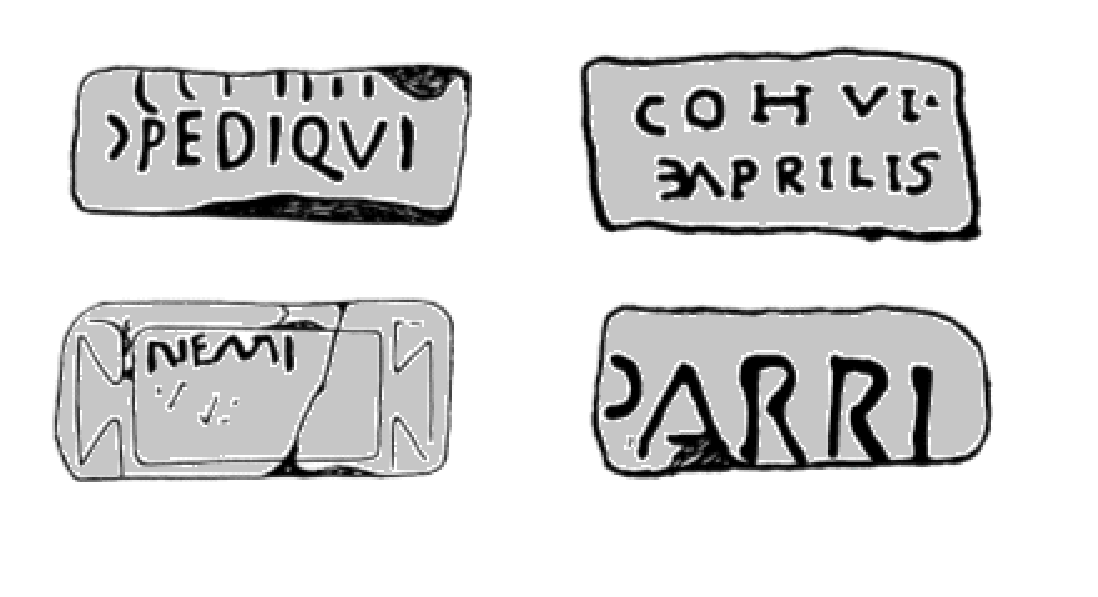
Centurialsteine aus Rudchester

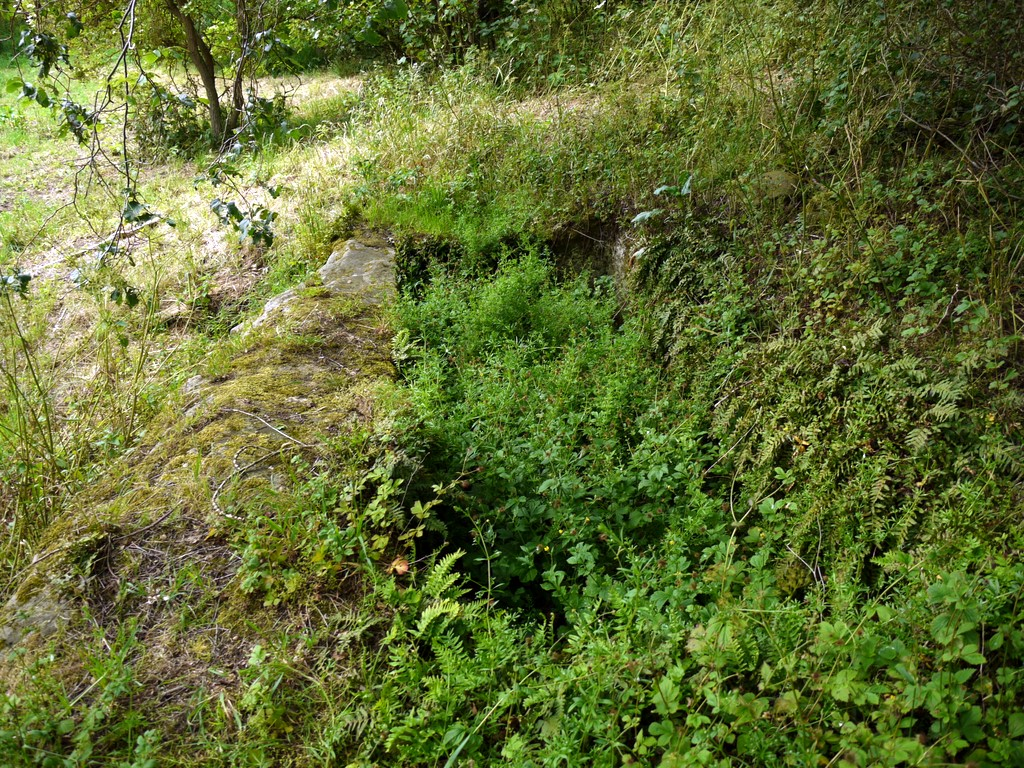
Römische Zisterne, Giant’s Grave

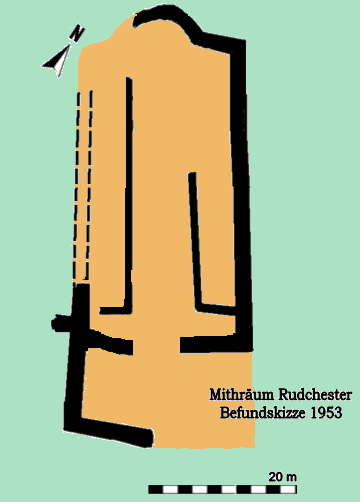
Befundskizze des Mithräums, Stand 1953

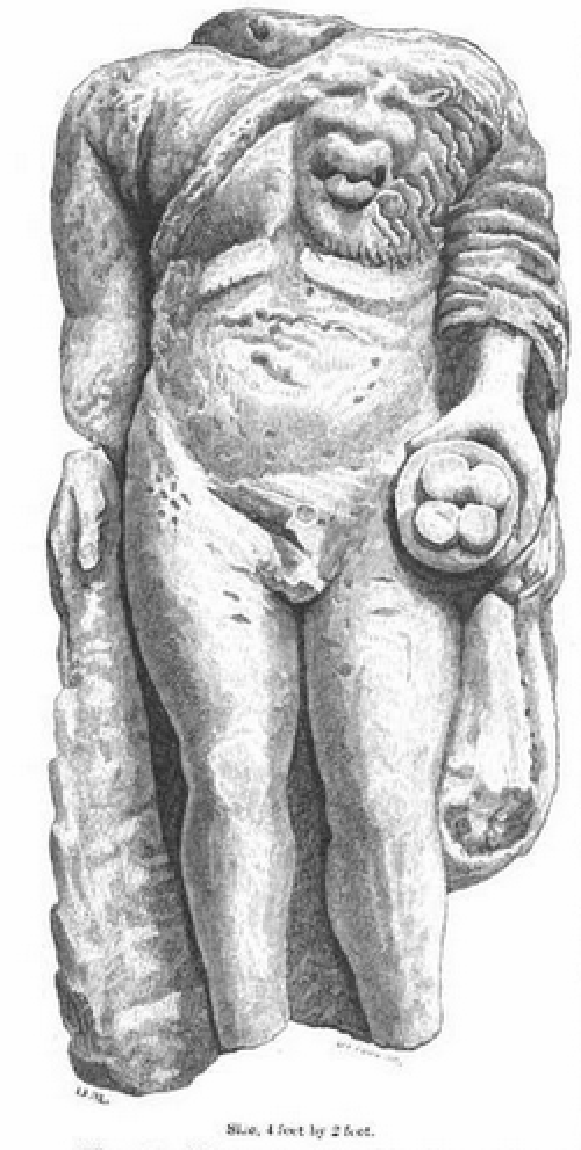
Torso einer Statue des Herkules

Vindobala war ein römisches Hilfstruppenkastell und stand nahe dem Weiler (Hamlet) Rudchester, Parish Heddon-on-the-Wall, Northumberland, England.
Es gehörte zu der aus insgesamt 16 Kastellen bestehenden Festungskette des Hadrianswalls (per lineam valli) und sicherte dessen östlichen Abschnitt. Das Lager wurde, mit einer längeren Unterbrechung, vermutlich von 122 bis 400 n. Chr. vom Militär genutzt. Überregional bekannt geworden ist die Ausgrabungsstätte durch ein Mithräum und eine römische Zisterne. Trotz seines schlechten Erhaltungszustands erbrachte die Grabungsstätte einige bedeutende archäologische Funde. Sie lieferten wertvolle Informationen über das Leben an der nördlichen Grenze Britanniens.

## Name
Der antike Ortsname Vindobala leitet sich aus dem Keltischen ab und könnte „mächtiger weißer Berg oder Mauern“ bedeuten. Er ist aus der Notitia dignitatum aus dem späten vierten oder frühen fünften Jahrhundert und der Cosmografie des Geografen von Ravenna des siebten Jahrhunderts bekannt. In diesen Dokumenten scheint es als Uindobala und Vindovala auf. Der heutige Name Rudchester stammt aus dem angelsächsischen und bedeutet „Rote Festung“. Als es 1924 ausgegraben wurde, stellte man fest, dass viele der Steine beim Niederbrennen des Kastells eine rötliche Färbung angenommen hatten.

## Lage
Das Kastell von Rudchester ist das vierte Glied in der Festungskette des Hadrianswalls (vallum aelium). Es befindet sich etwa elf Kilometer von Benwell entfernt, stand am höchsten Punkt eines flachen, leicht nach Süden abfallenden Bergrückens zwischen dem March Burn im Westen und den Rudchester Burn im Süden und Osten. Sein Areal liegt teilweise unter der B6318. Der Hadrianswall verläuft an der Westseite des Flusstals des Rudchester Burn, dann über den leichten Anstieg zum Kastell bis zum Abstieg in die flache Senke, die vom March Burn durchflossen wird. Vom Standort des Kastells aus gab es nur eine beschränkte Sicht nach Norden. Im Gegensatz dazu erlaubt die Topographie aber einen weiten Blick nach Süden über das Tal des Tyne, während die Sicht nach Osten und Westen wieder stark eingeschränkt ist. Die Umrisse des Kastells sind nur auf Luftbildern deutlich erkennbar. Ab 212/213 gehörte die Region um Vindobala zur Provinz Britannia inferior, ab dem 4. Jahrhundert zur Provinz Britannia secunda.

## Forschungsgeschichte
Der Standort des Kastells ist seit dem 18. Jahrhundert bekannt. Sein Areal wurde über einen langen Zeitraum landwirtschaftlich genutzt. 1897 fanden die ersten archäologischen Versuchsgrabungen auf dem Kastellgelände statt. 1901 konnte der Verlauf des frühen Holz-Torf-Walls (Hadrianswall) verfolgt werden. Die ersten wissenschaftlichen Ausgrabungen wurden 1924 von W. Parker-Brewis durchgeführt, dabei konnten die genauen Ausmaße des Lagers festgestellt werden. Gleichzeitig konnten einige Tore und die wichtigsten Gebäude (Kommandantenhaus, Stabsquartier und Getreidespeicher) identifiziert und lokalisiert werden. 1930 wurden vom Kastellareal Luftaufnahmen angefertigt.
Im Jahr 1972 wurden vom Newcastle University Excavation Committee (J. P. Gillam, R. M. Harrison) Teile des südöstlichen Viertels des Kastellareals (via Quintana) freigelegt. 1975 wurden Bauarbeiten am Kastellgelände von den Archäologen Charles Daniels beobachtet. 1987 wurden von der University of Durham, Department of Archaeology, geophysikalische Untersuchungen im Kastell und entlang des südlichen Vallums vorgenommen. Dabei wurden der Verlauf der Kastellmauer untersucht und einige neue Erkenntnisse über die Innenbebauung gewonnen. In weiterer Folge wurde die Position der Nordwest-Ecke bestimmt. Bodenanomalien ließen auf das Vorhandensein von weiteren Gebäuden, im Norden, an der B6318 und an der südöstlichen Ecke (Ausrichtung Ost-West) schließen. 1988 wurden mittels weiterer geophysikalischer Untersuchungen durch die Archäologen der Universität Durham in der nördlichen Hälfte der Festung der Verlauf der Kastellmauer bzw. des Innenwalls und die Position des Nordtors geklärt. Eine weitere archäologische Untersuchung wurde von Colm O’Brien im Zuge der Erneuerung der Hauptwasserleitung im Juni 1989 durchgeführt. Dabei konnte eine 17,31 m lange Mauer am Nordende des Wasserleitungsgrabens beobachtet werden. Steinstrukturen und ein Schwellenblock deuteten darauf hin, dass dort (praetentura) ein von Ost nach West ausgerichtetes Gebäude stand. Nach 60–65 m stieß man in einer Tiefe von 0,7 m auf die Wallstraße des Kastells, die via singularis. Keine Spur konnte von der Kastellmauer gefunden werden, obwohl einige große Steine, die man bei Grabenmeter 70 sichtete, können von der Mauer stammen. Zwischen 72 m und 88,5 m stieß man in einer Tiefe zwischen 0,4 m und 0,55 m auf die Überreste von Gebäuden des Vicus.
Im Jahr 1990 wurde eine Feldbegehung durchgeführt. Bis 1992 konnte der weitere Verlauf des südlichen Vallums geklärt werden. Er überquerte 90 m westlich des Kastells den March Burn, drehte dann um 60 Grad und umlief im Süden das Lager. Von den vier Haupttoren wurden zwei ausgegraben, dazu ein Lagerhaus, einige Räume des Stabsquartiers und die Reste einer Hypokaustenheizung des Kommandantenhauses. Als Funde sind eine lebensgroße Statue des Herkules und vier Altäre des Mithras erwähnenswert.
- Altar für Mithras aus dem Mithraeum, gefunden 1844.[3];
- Altar für Mithras, gefunden 1844[4];
- Altar für Sol Apollo Mithras, gefunden 1844[5];
- Altar für Sol (Mithraeum), gefunden 1844.[6]

## Entwicklung
Der Kastellhügel war schon seit vorrömischer Zeit besiedelt. Bei den Grabungen konnten u. a. prähadrianische Pflugmarken in der Tonschicht unterhalb des römischen Bodenhorizonts beobachtet werden. Ursprünglich stand dort eine keltobritische Siedlung namens Bindo oder Bindobala. 122 befahl Kaiser Hadrian im Norden Britanniens eine Sperrmauer, verstärkt durch Wachtürme und Kastelle, vom Tyne bis zum Solway Firth zu errichten, um die britischen Provinzen vor den ständigen Einfällen der Pikten aus dem Norden zu schützen. Der Wall wurde größtenteils durch Soldaten der drei in Britannien stationierten Legionen und der Classis Britannica errichtet.
Die Besatzung sollte das Tal des March Burn sichern. Vindobala wurde um das Jahr 181 bei einem Einfall der Caledonii niedergebrannt und von der Armee aufgegeben. Erst um 370 wurde das Kastell wieder mit Soldaten belegt. Im Inneren wurden Holzgebäude auf Steinfundamenten hochgezogen. Am Ende des 4. oder frühen 5. Jahrhunderts wurde es vom Militär endgültig verlassen. Das Kastell wurde aber vielleicht noch bis in das späte fünfte Jahrhundert von der Zivilbevölkerung als Refugium genutzt. Aus dieser Zeitperiode fanden die Archäologen Fragmente von sog. Crambeck- und Huntcliffekeramik, eine Steinschwelle und Steinsockel, in denen Löcher zum Einsetzen von Holzpfosten eingemeißelt waren. Laut John Horsley war die Kastellruine noch bis in die 1720er Jahre sichtbar, danach wurde sie durch Steinraub fast völlig zerstört. Das Steinmaterial wurde u. a. zum Bau der Rudchester Manor, für Farmgebäude in der näheren Umgebung und der Militärstraße B6318 verwendet.

## Kastell
Vom Kastell und dem Hadrianswall ist heute nur noch eine rechteckige, 1,4 m hohe Bodenerhebung, die Süd- und Westseite (0,6 m hoch), direkt am Hadrianswall Path, auf einer Schafweide zu sehen. Ein Abschnitt des Nordwalls bildet eine breite flache, 1,6 m hohe Böschung. Die nördliche Hälfte des Kastells wurde durch die landwirtschaftliche Tätigkeit fast vollkommen zerstört. Auch im Inneren der Festung sind nördlich der B 6318 keine Oberflächenmerkmale mehr sichtbar. Die Südseite ist etwas besser erhalten. Vindobala ähnelte ansonsten stark den benachbarten Kastellen von Wallsend, Benwell und Chesters.
Das Lager hatte den für die mittlere Kaiserzeit typischen quadratischen Grundriss mit abgerundeten Ecken (Spielkartenform). Wie bei den Reiterkastellen am Wall üblich, reichte auch in Vindobala die praetentura des Lagers über den Hadrianswall hinaus. Es maß von Nord nach Süd 157 m und von West nach Ost 118 m und bedeckte (inkl. der rückwärtigen Erdrampe) eine Fläche von 1,8 ha.

### Umwehrung
Das Kastell dürfte insgesamt über sechs Tore verfügt haben. Vier Haupttore (portae principales, zwei Durchgänge) im Norden, Süden und Osten und zwei Seitentore (portae quintanae, mit nur einem Durchgang) im Westen und Osten. Die Haupttore waren durch je zwei quadratische Flankentürme gesichert. Erforscht ist das Südtor, dessen Mittelpfeiler (spina) knapp unter dem Boden noch erhalten geblieben ist und das westliche Seitentor. Am Süd- und am Westtor wurde später eine Durchfahrt zugemauert. Unterbrechungen in den Steilhängen markieren die Positionen der beiden Tore. Im Jahr 2010 war noch ein mit zwei runden Löchern versehener Stein auf dem Kastellareal sichtbar. Er lag im südlichen Teil der Festung und könnte als Pivotstein für einen der Torflügel des Südtores gedient haben.
Die vier Kastellecken waren durch Türme verstärkt. Am Standort des südöstlichen Eckturms ist noch eine Bodensenke zu erkennen. Spuren des Wehrgrabens haben sich an der Westseite (eine 0,7 m tiefe Senke) erhalten. Auf den Luftaufnahmen der 1930er Jahre ist sein Verlauf auch an der Nord- und Südseite sichtbar.

### Innengebäude
Innerhalb der Festung wurden 1987 die Position der Nordwestecke und die von Gebäuden im nordwestlichen Viertel bestimmt. In weiterer Folge konnten kohärente Spuren von Ost nach West ausgerichteten Gebäuden in der Süd-Ost-Ecke beobachtet werden.
Principia: Das Stabsquartier (principia) ähnelte dem von Arbeia und verfügte über einen Kellerraum unter dem Fahnenheiligtum (sacellum) zur Aufbewahrung der Truppenkasse. Die Wände des Gebäudes waren verputzt, auch das Hofpflaster zeigte Spuren von Bemalung.
Praetorium: Das Kommandantenhaus (prätorium) war mit einer Hypokaustenheizung ausgestattet.
Horreum: Westlich der Principia stand ein langrechteckiges Lagerhaus (horreum) des Typs B – freistehend im Kastellinneren. Seine Außenwände waren durch Pilaster abgestützt, an seinem südlichen Ende befand sich eine Ladeplattform.
Kaserne: Im Jahr 1972 wurde im Südosten der Festung das nördliche Ende einer Mannschaftsbaracke aus hadrianischer Zeit freigelegt. Sie brannte im späten zweiten oder frühen dritten Jahrhundert ab und wurde später durch eine Baracke ähnlicher Bauart ersetzt. Diese wurde zwar nicht gewaltsam zerstört, verfiel aber im Laufe der Zeit durch Vernachlässigung und wurde nach ihrem Zerfall nicht wieder aufgebaut.

## Hadrianswall
Der Wall verläuft im Abschnitt Rudchester direkt unter der B6318. Die Ausgrabungen bei Meilenkastell 13 im Jahr 1930 bestätigten, dass der Wall in dieser Sektion in der Breitversion ausgeführt war. Der Wall wurde 1924 an einem Punkt 3 Meter westlich des Kastells untersucht. Das Fundament bestand aus Bruchsteinen. An der ersten Steinreihe des aufgehenden Mauerwerks entdeckte man einen Reliefsockel. Wahrscheinlich war hier einst eine Bauinschrift (centurial stone) angebracht, die den Bauabschnitt der dort dafür zuständigen Kohorte markierte. In Rudchester konnten vier Exemplare geborgen werden. Der Verlauf der Militärstraße, die zwischen dem Wall und dem vallum verlief, ist in diesem Abschnitt des Korridors noch nicht archäologisch bestätigt. Der südliche Graben konnte durch geophysikalische Untersuchungen im Südwesten und im Süden der Festung lokalisiert werden. Er läuft – wie in Benwell – in einem weiten Bogen um das Kastell herum (220 Meter). Der asymmetrische Verlauf des vallum rund um das Lager legt nahe, dass das Kastell vor den Graben fertiggestellt wurde. Auf der Ostseite erreichen die ursprünglich beidseitig des Grabens aufgehäuften Erddämme noch eine Höhe von etwa einem Meter, der Graben ist 1,4 Meter tief.

## Garnison
Die Legio VI Victrix dürfte im Rahmen ihrer Tätigkeit als Bauvexillation die erste Besatzungseinheit des Kastells gestellt haben. Es erscheint aber ziemlich unwahrscheinlich, dass ihre Angehörigen nach Fertigstellung des Kastells hier noch weiter stationiert waren. Der Ausbau eines Steinkastells erforderte spezialisierte Handwerker, die für gewöhnlich nur bei den Legionen und nicht bei den Auxiliaren, die später hier in Garnison lagen, zu finden waren. Legionäre wurden für die Errichtung der meisten militärischen Bauwerke des Reiches eingesetzt.
Folgende Auxiliar-Einheiten sind als Besatzung für Vindobala bekannt oder könnten sich für eine begrenzte Zeit dort aufgehalten haben:
| Zeitstellung                  | Truppenname                                                                              | Beschreibung |
| ----------------------------- | ---------------------------------------------------------------------------------------- | --- |
| 2. Jahrhundert n. Chr.        | Cohors quingenaria equitata                                                              | Der Name der ersten Einheit, die diese Festung besetzt hielt, ist unbekannt. Die Ausgrabungen haben ergeben, dass es sich bei der Garnison unter Hadrian wohl um eine gemischte Hilfstruppenkohorte (d. h. sowohl Infanteristen als auch Kavalleristen) bestehend aus fünfhundert Soldaten handelte. |
| 3. Jahrhundert n. Chr.        | Legio sextae Victrix Pia Fidelis (die sechste Legion, die Siegreiche, Fromme und Treue), | Einer der Altäre des Mithräums wurde von Lucius Sentius Castus, einem Zenturio dieser Legion, die ihr Hauptquartier in Eburacum/York hatte, gestiftet. Möglicherweise hielt sich eine Vexillation dieser Einheit für einige Zeit im Kastell auf. |
| 3. bis 5. Jahrhundert n. Chr. | Cohors prima Frixagorum („die erste Kohorte der Friesen“)                                | Diese 500 Mann starke, vermutlich ebenfalls teilberittene Kohorte wurde ursprünglich in Niedergermanien (Rheindelta) aufgestellt. Es wird vermutet, dass sie mit den Truppen des Statthalters Petilius Cerealis im Jahr 71 nach Britannien verlegt wurde. Sie wird auch auf einem diploma und einer Altarinschrift aus Carrawburgh (Brocolitia) erwähnt. Zwei ihrer Befehlshaber, die Präfekten Publius Aelius Titullus und Tiberius Claudius Decimus Cornelius Antonius, sind auch namentlich bekannt. Letzterer ließ den Mithrastempel renovieren. In der Notitia dignitatum, Truppenliste des Dux Britanniarum, ist für das Vindobala des 4. Jahrhunderts der Rang ihres befehlshabenden Offiziers, ein Tribunus, überliefert. Zu dieser Zeit zählte die Einheit zu den Limitanei. Da die Truppe noch in diesem spätantiken Dokument erscheint, könnte sie bis zur Auflösung der Provinzarmee im 5. Jahrhundert dort gestanden haben. |

## Vicus
Nur einige Terrassen zwischen dem Kastell und dem Mithrastempel markieren heute das Areal der römischen Zivilsiedlung (vicus). Gebäudereste sind keine mehr zu sehen. Sie befinden sich im Süden und Südwesten des Lagers. Einige Gebäude könnten aber auch entlang der Militärstraße im Osten und Westen gestanden haben. Das volle Ausmaß der Siedlung ist nicht bekannt. Einige der Terrassen sind bis zu 3,2 m, die meisten aber nur 0,3 Meter bis 1,5 Meter hoch. Sie enthalten beträchtliche Mengen an Steinen, einige scheinen Straßen gewesen zu sein, die anderen ähneln Gebäudefundamenten. Spuren des Vicus konnten auch bei der Rudchester Farm beobachtet werden. Eine 1766 entdeckte, in eine Felsplatte gehauene rechteckige Vertiefung nahe dem Mithräum, bekannt unter dem Namen „The Giant’s Grave“ (= Grab des Giganten) ist in Wirklichkeit eine römische cisterna, sie misst intern 3,9 Meter × 1,5 Meter und ist ca. 0,5 Meter tief. In der nordwestlichen Ecke befindet sich eine Abflussöffnung. Bei ihrer Aufdeckung fand man im Inneren Mauerschutt, Knochen und einen eisernen dreiarmigen Leuchter. Der Fund eines solchen Wasserspeichers ist bisher einzigartig im nördlichen Grenzgebiet. Entweder hatte er eine Funktion im Wasserversorgungssystem der Zivilsiedlung, diente zum Bierbrauen oder er gehörte zur Therme des Kastells, dass bis dato noch nicht lokalisiert werden konnte. Die Zisterne ist der einzige Überrest des Vicus, der heute noch zu sehen ist. 1850 wurde dort auch der Torso einer Statue des Herkules gefunden. Er befindet sich heute im Great North Museum, Newcastle u. T.

## Mithräum
Das dem Gott Mithras geweihte Heiligtum wurde 1844, etwa 138 Meter von der südwestlichen Ecke des Kastells, entdeckt und 1953 von J. P. Gillam und I. MacIvor ausgegraben. Der Tempel hatte einen teilweise asymmetrischen, quadratischen Grundriss und war nach Nord-Westen ausgerichtet. Das offensichtlich mit wenig Sachkenntnis aufgebaute Gebäude war 42 Meter lang und 26 Meter breit und wurde an seinem nordwestlichen Ende von einer Apsis angeschlossen. Der Eingang befand sich in der Mitte der Südostwand und wurde von einem Vorbau (Narthex) abgedeckt. Im Innenraum befanden sich beidseitig und entlang seiner gesamten Länge etwa fünf Meter breite Steinbänke, die durch eine neun Meter breite Gasse getrennt waren. An ihrer Vorderseite waren sie mit Steinblöcken verkleidet. Der Tempel und der Narthex dürften im frühen dritten Jahrhundert über einen Vorgängerbau errichtet worden sein. Dabei wurde auch eine große Grube aufgefüllt. Das südöstliche Ende des Tempels stürzte aber wegen der gravierenden Baumängel wieder ein. Er wurde ohne den Narthex wieder aufgebaut und bis in die erste Hälfte des vierten Jahrhunderts verwendet. Im Mithraeum selbst wurden vier Altäre gefunden, die sich heute im Blackgate Museum in Newcastle u. T. befinden.